# Osric Chau
Osric Chau (chinês tradicional: 周逸之; nascido em 20 de julho de 1986)[carece de fontes?] é um ator canadense mais conhecido por interpretar Kevin Tran na série de TV Supernatural e Vogel na série Dirk Gently's Holistic Detective Agency

## Biografia
Osric nasceu em Vancouver, Canadá, em 1986.[carece de fontes?] Em 2000 ele começou a praticar artes marciais "Wing Chun" e se tornou ator em 2002.

### Comic-Con 2014
- Osric, apareceu surpreendentemente na Comic-Con 2014 e fez uma pergunta ao Showrunner atual de série Supernatural Jeremy Carver, ele perguntou se o personagem que interpretou Kevin Tran ia retornar, e Jeremy Carver respondeu "Agora Nunca", mas "Vamos Ver".

## Filmografia
- Cold Squad (2002)
- Dragon Boys (2007)
- Ku Fu Killer (2008)
- 2012 (2009)
- What Woman Want (2010)
- Fun Size (2012)

## Séries de TV
- The Troop (2009)
- Supernatural (2012-2016)
- The 100 (2014)
- Avatar: The Last Airbender (2024)